# Clonistria guadeloupensis
Clonistria guadeloupensis är en insektsart som beskrevs av Ludwig Redtenbacher 1908. Clonistria guadeloupensis ingår i släktet Clonistria och familjen Diapheromeridae. Inga underarter finns listade i Catalogue of Life.